# Quase Memória
Quase Memória é um romance, escrito por Carlos Heitor Cony e publicado em 1995.

## Enredo
O livro é o décimo romance escrito por Cony. Marcou, após 22 anos, o retorno do autor aos romances (o último a ser lançado fora Pilatos, 1973).
Um envelope com a letra do pai, que faleceu há 10 anos, dá combustível para Carlos Heitor Cony narrar as histórias de seu pai, Ernesto Cony Filho (também jornalista), um sonhador com, na visão de filho, magnífico perfeccionismos nos simples atos.
Explorando a relação entre pai e filho, Cony mapeia as contradições, as alegrias e as tristezas, lembrando-se de sua infância e permeando o limite entre a realidade e a criação, reminiscências e reconstruções. Há, então, o reflexo do esforço de manter viva determinadas imagens do pai. 

## Prêmios
- Prêmio Jabuti de Literatura: Melhor Romance
- Prêmio Jabuti de Literatura: Livro do Ano - Ficção[7]

## Adaptação
Em 2015, a obra chegou aos cinemas com o diretor Ruy Guerra, com Tony Ramos interpretando Cony mais velho e Charles Fricks, como o mais novo. 